# اوروتیدین '۵-فسفات دکربوکسیلاز
اوروتیدین '۵-فسفات دکربوکسیلاز (انگلیسی: Orotidine 5'-phosphate decarboxylase) یا اوروتیدیلات دکربوکسیلاز یک آنزیم است که در بیوسنتز پیریمیدین نقش دارد. این آنزیم در واکنش کربوکسیل‌زدایی از کلروتیدین ۵-مونوفسفات (OMP) و تبدیل کردن آن به اوریدین مونوفسفات (UMP) نقش دارد. عملکرد این آنزیم جهت ساخت نوکلئوتیدهای جدید اوریدین تری‌فسفات، سیتیدین تری فسفات و تیمیدین تری‌فسفات ضروری است. این آنزیم به سبب قابلیت‌های کاتالیزوری شدید و همچنین سودمندی‌اش به‌عنوان یک نشانگر زیستی در مهندسی و ساخت گونه‌های مخمر، یکی از اهداف مکرر پژوهشی بوده‌است.

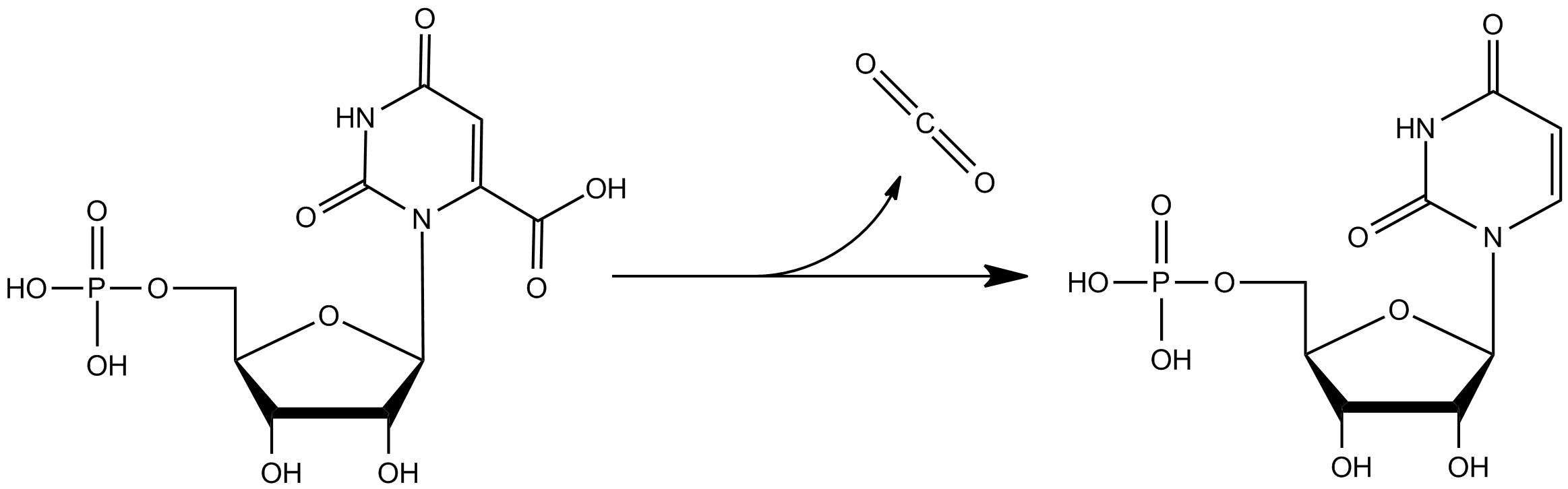
تصوری شماتیک از واکنش شیمیایی تسهیل‌شده توسط اوروتیدین '۵-فسفات دکربوکسیلاز

پژوهش‌های عمیق و گسترده‌ای دربارهٔ نحوهٔ عملکرد این آنزیم تاکنون انجام شده‌است. اوروتیدین '۵-فسفات دکربوکسیلاز یک کاتالیزور به‌شدت مؤثر و قوی است که سرعت واکنش شیمیایی را ۱۰۱۷ برابر می‌کند. برای درک بهتر این موضوع، کافی است بدانید که واکنش شیمیایی مورد نظر بدون حضور این آنزیم در حدود ۷۸ میلیون سال و با حضور این آنزیم ظرف تنها ۱۸ میلی‌ثانیه انجام می‌شود. این اثربخشی آنزیمی از آن جهت جالب‌تر می‌شود که بدانیم اوروتیدین '۵-فسفات دکربوکسیلاز، از هیچگونه کوفاکتوری استفاده نکرده و هیچگونه «جایگاه فلزی» (metal site) و «گروه افزایشی یا پروستتیک» (prosthetic group) هم ندارد. عمل کاتالیزوری این آنزیم تنها وابسته به حضور چند اسید آمینه باردار است که در جایگاه‌های فعال آنزیمی قرار می‌گیرند.
این آنزیم در مخمرها و باکتری‌ها، یک آنزیم تک‌منظوره است. اما در پستانداران، جزئی از یک پروتئین واحد با دو عمل کاتالیزوری مختلف است. این آنزیم دومنظوره اوریدین منو فسفات سنتاز نام دارد و علاوه بر واکنش پیشتر یادشده در ساخت نوکلئوتیدهای پیریمیدین، سبب تسهیل انتقالِ ریبوز ۵-فسفات از فسفوریبوزیل پیروفسفات به اوروتیک اسید و تشکیل کلروتیدین ۵-مونوفسفات (OMP) می‌شود. در جاندارانی که OMP را مصرف می‌کنند، این واکنش توسط اوروتات فسفوریبوزیل‌ترانسفراز تسهیل می‌شود.